# Христианство в Анголе

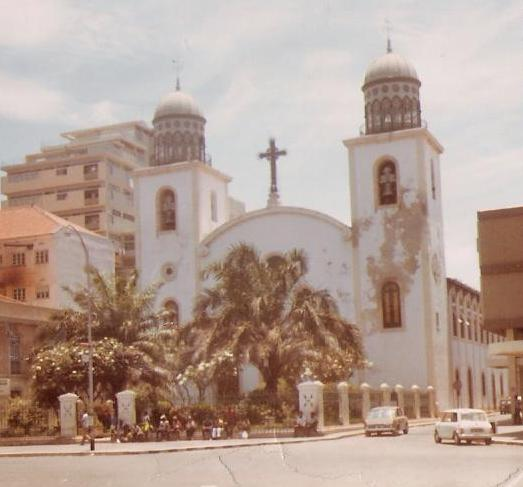
Католический кафедральный собор Луанды, построенный в XVII веке (фото 1972 года)

Христианство в Анголе — самая распространённая религия в стране.
По данным исследовательского центра Pew Research Center в 2010 году в Анголе проживало 16,82 млн христиан, которые составляли 88,2 % населения этой страны. Энциклопедия «Религии мира» Дж. Г. Мелтона оценивает долю христиан в 2010 году в 93,7 % (17,3 млн верующих).
Основными направлениями христианства в стране являются католицизм и протестантизм. В 2000 году в Анголе действовало 9,8 тыс. христианских церквей и мест богослужения, принадлежащих 137 различным христианским деноминациям.
В христианство полностью обращены крупнейшие народы Анголы — овимбунду, мбунду и баконго. Преимущественно христианскими также являются чокве, куаньяма, луэна, ньянека, лучази, ндонга, яка, лунда, мбунда, гереро. Христианство также исповедуют живущие в Анголе португальцы, выходцы из Кабо-Верде, испанцы, французы, греки и африканеры. В христианство обращены половина имбангала и мбукушу, а также четверть пигмеев.

## Католицизм

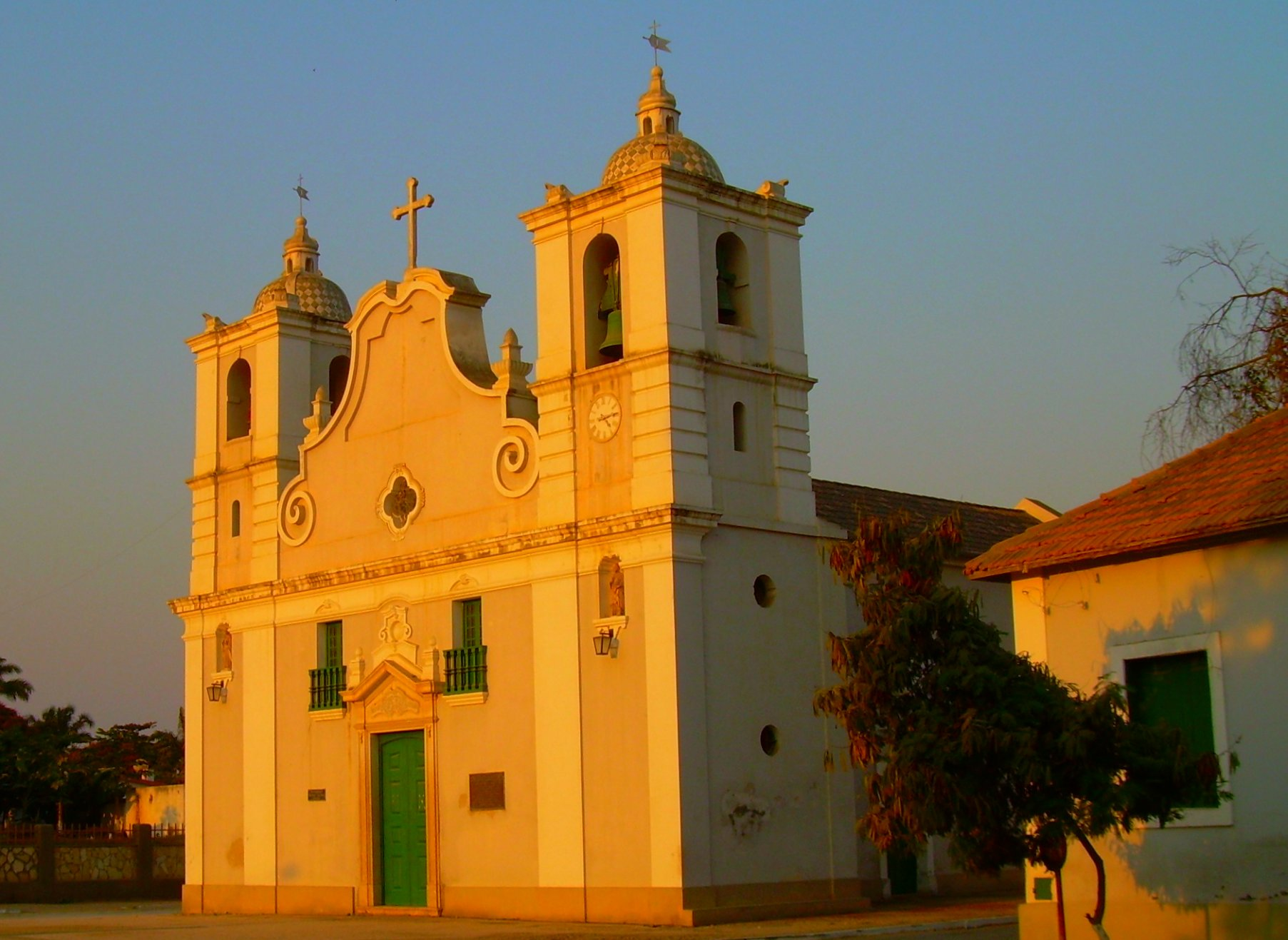
Старая португальская церковь Сан-Фелипе в городе Бенгела

Первыми христианами в Анголе были католики-португальцы, установившие в 1491 году миссию в Сан-Сальвадор-ду-Конго. В том же году правитель Королевства Конго Нзинга Нкуву принял христианство, став первым христианским правителем экваториальной Африки. Его сын — Нзинга Мбемба стал первым в истории христианства чернокожим епископом. Однако, начавшаяся работорговля заметно подорвала позиции христианства в регионе. Иезуиты и другие миссионерские ордена малоуспешно пытались установить постоянные станции, начиная с 1548 года. Перелом наступил в 1865 году, после прибытия в Анголу Белых отцов. К 60-м годам XX века католики составляли большинство населения Анголы.
В настоящее время в Анголе проживают 10,85 млн католиков, которые составляют 57 % населения страны. Территория Анголы разделена на 19 епархий, включая 5 крупных митрополий: архиепархия Луанды, архиепархия Лубанго, архиепархия Маланже, архиепархия Сауримо и архиепархия Уамбо.

## Протестантизм
Первыми протестантскими миссионерами в стране были британские баптисты, начавшие в 1878 году миссию среди баконго. До конца XIX века к ним присоединились миссионеры из других конфессий (конгрегационалисты, пресвитериане, методисты, лютеране, плимутские братья). В первой половине XX века миссионерскую деятельность в Анголе начали англикане и адвентисты. Пятидесятники из Ассамблей Бога служат в стране с 1951 года; в ходе широкого духовного пробуждения, начавшегося в 1990-х годах, пятидесятники становятся крупнейшей протестантской конфессией в Анголе.
В 1925 году была основана Евангелическая реформатская церковь Анголы.
В 2010 году в Анголе проживало 5,84 млн протестантов, которые составляли 31 % населения. Численность протестантов и их доля в населении Анголы продолжает увеличиваться.
Крупнейшую протестантскую конфессию в стране представляют пятидесятники (2,6 млн); большинство из них являются прихожанами Пятидесятнических ассамблей Бога в Анголе (2 млн верующих). Несколько сотен тысяч верующих насчитывают общины конгрегационалистов, адвентистов, баптистов, реформатов и плимутских братьев.

## Православие
Первый православный приход в Анголе был образован в 2002 году; приход относится к Зимбабвийской и Ангольской митрополии Александрийской православной церкви.
В 2010 году общая численность православных в Анголе составляла менее 1 тыс. человек. Это живущие в стране греки, русские, болгары, украинцы, эфиопы, а также обращённые в православие ангольцы.
11 января 2007 года в посольстве Российской Федерации состоялось первое в истории Анголы православное богослужение на церковнославянском языке. В ноябре 2008 года в Анголу совершил официальный визит председатель Отдела внешних церковных связей Московского патриархата митрополит Смоленский и Калининградский Кирилл. В январе 2025 года Московский патриархат сообщил, что в преддверии Рождества Христова первая община в Анголе присоединилась к РПЦ, «перейдя из неканонической структуры»

## Прочие христианские деноминации иоколохристианскиетечения
Около 130 тыс. жителей Анголы центр Пью по данным за 2010 год относил к приверженцам «прочих» христианских деноминаций.
Свидетели Иеговы впервые появились в стране в июле 1938 года, когда ряд городов западной Анголы посетил «пионер» (полновременный служитель) из Кейптауна Грей Смит. Однако начавшаяся Вторая мировая война не позволила Свидетелям Иеговы закрепиться в Анголе. В 1955 году Свидетели Иеговы вновь активизировались с приездом миссионера Джона Кука. В 1975 году они получили правовой статус, однако в 1978 году были запрещены. Повторное признание группы произошло в 1992 году во время перемирия в гражданской войне. В 2015 году в Анголе проживало 115 948 приверженцев религии, или «возвещателей» (0,48% населения страны), и действовало 1 565 собраний.
С середины 1980-х годов в Анголу из Франции и Португалии переезжают жить первые мормоны. В 1993 году правительство Анголы официально признала Церковь Иисуса Христа Святых последних дней. Только через три года, в 1996 году в Луанде появилась первая конгрегация этого движения. В 2015 году в Анголе действовали 8 конгрегаций, объединявшие 1,4 тыс. верующих-мормонов.